# فؤاد زكريا
فؤاد حسن زكريا (1 ديسمبر 1927، بورسعيد - 11 مارس 2010 / 25 ربيع الأول 1431 هـ)، أكاديمي وأستاذ جامعي مصري متخصص في الفلسفة. وقد تخرّج من قسم الفلسفة بكلية الآداب - جامعة القاهرة عام 1949. نال الماجستير عام 1952 والدكتوراه عام 1956 في الفلسفة من جامعة عين شمس.

## مناصب
عمل أستاذًا رئيسًا لقسم الفلسفة بجامعة عين شمس حتى 1974. عمل أستاذًا للفلسفة ورئيسًا لقسمها في جامعة الكويت (1974 - 1991). ترأس تحرير مجلتي «الفكر المعاصر» و«تراث الإنسانية» في مصر. عمل مستشارًا لشؤون الثقافة والعلوم الإنسانية في اللجنة الوطنية لليونسكو بالقاهرة وتولى منصب مستشار تحرير سلسلة عالم المعرفة الكويتية.

## أعماله
قدم فؤاد زكريا للمكتبة العربية العديد من الأعمال الفلسفية والفكرية المؤلفة والمترجمة بالإضافة الي مقالات ودراسات في الصحف والمجلات تتصل بمشاكل فكرية واجتماعية ونقد السائد في الفكر العربي والواقع المصري. في دراساته وكتاباته الفلسفيه يقدم لغة فلسفية رصينة وقدرة فذة علي التحليل والنقد وفهم دقيق للمصطلح الفلسفي
فؤاد زكريا أيضًا هو صاحب مقال «العلمانية هي الحل» ردًا على دعوة «الإسلام هو الحل»، وصاحب النظرية القائلة: إن الغزو الثقافي الغربي خرافة لا وجود لها، وأحد أبرز المعادين للمنهج السلفي ومنتقديه، فقد سخر من الاتجاهات الإسلامية المعاصرة الملتزمة بهذا المنهج، وادعى أنها بالتزامها به تُركز على التمسك بشكل الإسلام دون مضمونه.
يتهم بأنه غير ثوري لم ينتقد سلبيات حكم عبد الناصر وأنه من النخبة الليبرالية الذين لم يكونوا على استعداد لدفع ثمن مواقفهم السياسية والفكرية فنافقوا ولم يعلنوا عن أنفسهم إلا بعد وفاة عبد الناصر. ويضمون في هذه النخبة توفيق الحكيم ونجيب محفوظ ود. مصطفى محمود، وثروت أباظة، صالح جودت، أنيس منصور، وجلال الدين الحمامصي.

### مؤلفاته
1. نيتشه، 1956
2. نظرية المعرفة والموقف الطبيعي للإنسان، 1962
3. اسبينوزا، 1962م
4. الإنسان والحضارة،
5. التعبير الموسيقي
6. مشكلات الفكر والثقافة
7. دراسة لجمهورية أفلاطون
8. آراء نقدية في مشكلات الفكر والثقافة، 1975
9. التفكير العلمي، سلسلة عالم المعرفة، الكويت، 1978[2]
10. خطاب إلى العقل العربي، 1978
11. كم عمر الغضب: هيكل وأزمة العقل العربي. الكويت 1983
12. الحقيقة والوهم في الحركة الإسلامية المعاصرة، 1986
13. الصحوة الإسلامية في ميزان العقل، 1987
14. آفاق الفلسفة، 1988
15. الثقافة العربية وأزمة الخليج، 1991
16. نقد الاستشراق وأزمة الثقافة العربية المعاصرة، دراسة في المنهج. مؤسسة هنداوي 2019

### كتب ترجمها
- بول موي: المنطق وفلسفة العلوم، (جزآن)، 1962م.
- رودلف متس: الفلسفة الإنجليزية في مائة عام، 1963
- هانز رايشينباخ: نشأة الفلسفة العلمية.
- هربرت ماركوزه: العقل والثورة: هيجل ونشأة النظرية الإجتماعية، الهيئة المصرية العامة للتأليف والنشر، 1970
- أرنولد هوزر: الفن والمجتمع عبر التاريخ (جزآن)، 1973.
- أفلاطون، الجمهورية، 1974م
- هنتر ميد: الفلسفة أنواعها ومشكلاتها، مكتبة مصر، 1975م
- برتراند راسل: حكمة الغرب، سلسلة عالم المعرفة، الكويت، الطبعة الأولى: العددان 62، 72، الطبعة الثانية: العددان 364[3]، 365.[4]
- العقل والثورة: (الهيئة المصرية العامة للكتاب - 1979)
- جيروم ستولنيتز: النقد الفني، دراسة جمالية وفلسفية. المؤسسة العربية للدراسات والنشر، الطبعة الثانية 1981.

### كتب راجعها
- الغرب والعالم: تاريخ الحضارة من خلال موضوعات.[5]

## الجوائز التقديرية
- جائزة سلطان العويس، 1993م
- جائزة الدولة التقديرية من مصر، 1996م
- جائزة مؤسسة الكويت للتقدم العلمي، 1999م،

## وصلات خارجية
- فؤاد زكريا على موقع أرشيف الشارخ.
- فؤاد زكريا..الفيلسوف المصري الأبرز في القرن العشرين ومكملٌ لطه حسين